# Pilotrichella pentasticha
Pilotrichella pentasticha là một loài Rêu trong họ Meteoriaceae. Loài này được (Brid.) Wijk & Margad. miêu tả khoa học đầu tiên năm 1960.